# Saronville
Saronville est un village du comté de Clay, dans l'État du Nebraska, aux États-Unis. En 2020, il comptait une population de 35 habitants.